# 김익렬
김익렬(金益烈 : 1919년 6월 5일~1988년 12월 10일)은 제1사단 13연대장 및  제 6사단 제 19연대장과 제 8사단장으로 6.25 전쟁을 치렀으며, 전후에는 제7사단장, 제1관구사령관, 제1 및 2군단장, 전투병과사령관, 국방대학원장, 육군본부 기획참모부장 등을 역임하였고, 1969년 1월에 삼성장군으로 예편한 대한민국 군인이다.
그는 제주 4.3사건 당시 제주도의 제9연대장이었다. 김익렬은 딘 군정장관의 지침에 따라 4.3사건 주모자인 남로당 제주도당의 유격대 사령관 김달삼과 단독회담을 하였다. 그리고 며칠 뒤인 5월 5일, 딘 군정장관이 주재한 4.3사건 대책회의에서 조병옥 경무부장과 몸싸움을 벌임으로서 대책회의를 망쳤고 다음날 연대장직에서 해임되었다.
그 뒤 김익렬은 13연대장이 되었는데, 6.25전쟁 시는 1사단(백선엽 대령)의 부대로서 참전하였고 그 뒤 여러 요직을 거쳤으며 삼성장군으로 예편하였다.

## 학력
- 1943년 일본육군예비사관학교 졸업
- 1946년 대한민국 군사영어학교 1기 졸업
- 1951년 대한민국 육군보병학교 졸업
- 1957년 대한민국 국방대학교 행정학사

## 생애
김익렬은 경상남도 하동에서 1919년 6월 5일 출생했다. 그는 일본 고베 상업학교를 수료한 뒤 제2차세계 대전 시는 학도병으로 징집되어 후쿠지야마(복지산) 육군예비사관학교를 졸업하고 일본군 소위로 임관되어 복무하다가 8.15 해방 후 귀국하였다.
김익렬은 1946년 1월 15일 소위로 임관되었으며, 군사영어학교를 1기로 수료하였다. 임관 후 광주 4연대 작전과장을 했으며, 장교 보수 교육을 받은 후 1947년 9월 초에 제주도의 제9연대 1대대장으로 명령을 받았다. 그런데 연대가 창설중이어서 1대대의 참모는 없고, 2개 중대 뿐인 병력은 연대장이 직접 장악하고 있어서 부연대장으로 행세하였다. 그리고 연대장인 이치업 중령이 1948년 2월에 다른곳으로 전출되자 2월 1일부로 제9연대장이 되었다.(1948년 3월 15일 중령 진급)
김익렬 연대장은 취임 2개월 만에 4.3사건을 맞이했는데 처음에는 경찰과 남로당간의 사건, 즉 치안사건으로 판단되어 경비대는 수수방관 하였다. 그러다가 4월 16일이 되어서야 미 군정으로부터 경비대에게 출동 명령이 떨어졌고, 제9연대에게도 17일자로 출동 명령이 내려왔다.
김익렬 연대장은 4.3사건 진압을 위한 병력출동을 하지는 않았으나 딘 군정장관의 지침에 따라 4월 28일 남로당 제주도당의 군사부장 겸 유격대 사령관 김달삼과 항복을 전제로 단독회담을 하였고, 5월 5일에 딘 군정장관이 주재한 4.3사건 대책회의에서 조병옥 경무부장이 인신공격을 함으로서 멱살잡이를 하는 등 몸싸움을 하였다. 그리고 다음날에 제9연대장직에서 해임되었다.
그 후 김익렬은 6월 16일 여수의 제14연대장에 보직되었으나 후임이었던 박진경 대령(6.1부 대령 진급)이 6월 18일 암살되자 암살 배후로 의심을 받아 7월 15일 제14연대장 직에서 해임되어 서울의 특무부대로 불려가서 조사를 받았다. 그러나 혐의점이 없으므로 풀려나서 8월 8일 온양의 제13연대장이 되었다.
특무부대에서 조사를 받는 사건은 김익렬에게 전화위복이 되었다. 만약 제 14연대장직에 그대로 있었다면 10월 19일 여·순 반란사의 반란부대장이 됨으로써 파면되어 군생활이 끝났을 것이다.
김익렬은 제1여단 13연대장이 됨으로써 그 후 여단이 사단으로 승격되자 제1사단(사단장 백선엽 대령)의 예하부대가 되었으며, 6.25 전쟁시 초전에서는 고전했으나 결국 승리부대가 됨으로써 무운이 활짝 열리는 계기가 되었다.(※이후 군생활 등은 생략함)

## 제주 4.3사건 관련
김익렬은 제주도 주둔 경비대 제9연대장으로서 4월 3일부터 5월 6일까지 1개월 남짓한 기간동안 4.3사건 초기에 제주도에 있었다.
김익렬은 인쇄물로 85쪽이나 되는 「4.3의 진실」이란 유고를 남겼는데, 유고에서 4.3사건에 관한 생각을 소상히 밝혔다.
김익렬은 4.3사건이 발발하자 제주도 출신 병사들과 초대 제주도지사를 지낸 박경훈 씨등 친분이 있는 유지급 인사들로부터 수집한 남로당측의 선전성 정보만 믿고 4.3사건은 “대일무역업자들과 그 가족들이 불법밀수혐의로 구속된 가족과 친척들을 구출하기 위해 감행된 실력행사인 동시에 원한에 대한 보복”, 즉 공산주의에 대한 이념투쟁이 아니라 경찰과 서청의 불법행위에 저항한 민중폭동으로 보았다.
그리고 그는 “경비대 군인들 중에는 공산주의 사상이나 이념을 가지고 군에 자원입대한 사람은 거의 없다”, “제주도에는 공산주의자가 거의 전무하였다” 고 기록하였다.
김익렬은 자신의 측근인 정보참모 이윤락 중위와 제3중대장 문상길 중위가 남로당 프락치였으며, 자신의 부대가 남로당이 일으킨 4.3사건의 주력부대가 될 뻔했던 사실과, 부하인 고승옥 상사가 남로당 측에 “연대 병력 800명 중 절반인 400명은 동원 확실성이 있다”고 보고할 정도로 부대가 붉게 물들어 있었다는 것을 죽을 때까지 몰랐다. 그리고 제주사회도 4.3사건 발발 당시 남로당 당원의 숫자가 5,000~6,000명이었고 발발 몇 개월 후인 초여름까지는 30,000명으로 급증한 사실을 전연 모르고 있었다. 이런 상황에서 “경비대의 공격에 앞서 소요집단 지도자와 접촉해서 항복할 기회를 주라”는 딘 군정장관의 지침에 따라 김익렬 중령이 나섰다. 김익렬은 폭도사령관 김달삼과의 회담제의를 22일부터 벽보와 전단지를 통해 하였고 4월 28일 단독회담을 하였는데 합의 사항은 다음과 같다.

김익렬 – 김달삼 합의 사항(요약)
1. 72시간 내로 전투 행위를 금지한다.   2. 폭도들의 무장해제는 단계적으로 실시한다(무기 자진 반납)   3. 친일관리 및 경찰은 사실이 증명되면 해직  추방하고 범죄한 서청도 추방한다.   4. 경찰의 인원을 감축하고 개편한다. 5. 폭동에 참가한 자는 죄를 불문에 부치고 살인, 방화 등 범법자는 명단을 제출하되 자수나 도망 등은 자유의사에 맡긴다.(이면합의: 김달삼 등 두령급은 합의서에 명문화 할 수는 없으나 개인적으로 일본으로의 탈출을 배려한다, 배 한척 제공)  6. 다음날 12시까지 모슬포 9연대 영내와 제주읍 비행장에 귀순자 수용소를 설치하며, 추후 서귀포와 성산포에도 설치하고 경비대가 관리한다.
이러한 합의에 대해 김익렬은 “폭도 전원에 대한 무죄사면이나 다름없다” 고 자신이 평가하였으며, 이 회담을 평화회담이라고 명명하였다.
5월 3일 15:00경 입산자 200~300명이 귀순하겠다고 연락이 왔으므로 미 고문관 드르스 대위와 미군 및 한국군 9명이 호송하여 하산 중 오라리 부근에서 50여명의 괴한으로부터 기습사격을 받고 하산중이던 주민들이 산으로 도망쳤다.
이에 호송하던 병사들이 반격하여 5명을 사살하고 부상자 몇 명을 생포하여 조사한바 제주경찰서 소속 특공대라고 했는데, 경찰 쪽에 확인하니 “폭도들이 경찰로 위장하고 경찰과 경비대를 이간시키기 위해 저지른 소행”이라는 답변이 왔다. 이 사건은 경비대와 유격대 간의 신뢰가 깨지는 사건이 되었다.
그런데, 딘 군정장관은 김익렬-김달삼 간 협상안이 탐탁치 않은데다가 귀순자 총격사건이 발생하자 4.3사건 대책회의의 필요성을 느끼고 5월 5일 오전 중에 경비대 사령관 송호성 준장, 경무부장 조병옥, 민정장관 안재홍을 대동하고 제주도로 갔다. 그리고 제주도 민정관 맨스필드 중령, 제주도지사 유해진, 경비대 9연대장 김익렬 중령, 제주도 경찰감찰청장 최천 등이 참석한 가운데 미 군정청에서 대책회의를 하였는데, 조병옥 경무부장이 김익렬 중령과 그의 부친이 공산주의자라고 인신공격을 하자 이에 격분한 김익렬이 뛰쳐나가 조병옥의 멱살을 잡고 육박전을 벌였으며, 이를 말리는 통역관에게 발길질을 하자 급소를 맞았는지 비명을 지름으로서 회의장은 아수라장이 되었다. 회의장을 경계하던 헌병들이 개입하여 겨우 두 사람을 떼어 놓았으나 회의는 이것으로 끝이었다. 그리고 김익렬은 다음날로 9연대장직에서 보직해임이 되었다.

## 일화
- 제6사단 제19연대 작전 주임으로 복무한 박정인 전 3사단장에 따르면 김익렬 19연대장은 유머 감각이 풍부하고 과장을 잘 해서 당시 육군의 '3대포' 중 한명으로 불렸다.[17]

## 김익렬이 등장하는 매체
- MBC 주말 드라마 여명의 눈동자(1991년) - 이효정

## 참고 자료
- 「한국현대정치론」, 국군창설과 반란 및 숙군, 한배호 저, 오름(2000년, 282~286p)
- 「제노사이드」, 또 하나의 쟁점 지역과 민족, 최호근 저, 책세상(2005년, 402~404p)